# Gnathocera nigrolineata
Gnathocera nigrolineata är en skalbaggsart som beskrevs av Gilbert John Arrow 1922. Gnathocera nigrolineata ingår i släktet Gnathocera och familjen Cetoniidae. Inga underarter finns listade i Catalogue of Life.